# Список городов Ганзы

Различные источники приводят количество ганзейских городов в диапазоне от 90 до 200. Последняя цифра может означать, что город, хотя и не входил в Союз, но пользовался привилегиями Хелмского права (присвоено Тевтонским орденом более чем 255 европейским городам). Учитывая города, предоставившие привилегии в торговле Ганзе, сфера влияния Союза достигла на западе до пролива Ла-Манш (Онфлёр, Дьеп) и Лондона, на севере до Бергена, на юге — до Венеции. Список:

### Германия
| Иллюстрация | Прежнее (современное) имя города | Дата основания города | Дата получения Любекского права | Дата получения Кульмского права | Дата получения Магдебургского права | Дата вступления в союз     | Дата выхода из союза                                   |
| ----------- | -------------------------------- | --------------------- | ------------------------------- | ------------------------------- | ----------------------------------- | -------------------------- | ------------------------------------------------------ |
|             | Любек                            | 1143                  |                                 |                                 | 1226                                | 1259                       | 1630 (1669)                                            |
|             | Гамбург                          | 808                   | 1188                            |                                 | 1510                                | 1259                       |                                                        |
|             | Люнебург                         | 956 (1158)            |                                 |                                 |                                     | 1356                       |                                                        |
|             | Висмар                           | XIII в.               |                                 |                                 |                                     | 1259                       |                                                        |
|             | Росток                           | 1161                  | 1218                            |                                 | 1259                                |                            |                                                        |
|             | Киль                             | 1232                  | 1242                            |                                 |                                     | 1238                       | 1518                                                   |
|             | Штральзунд                       | 1234                  | 1234                            |                                 |                                     | 1293                       |                                                        |
|             | Деммин                           | 1140                  | 1283                            |                                 |                                     | 1292                       | 1607                                                   |
|             | Грайфсвальд                      | 1209                  | 1250                            |                                 |                                     | 1280                       |                                                        |
|             | Анклам                           | 1281                  |                                 |                                 |                                     | XIII в.                    |                                                        |
|             | Брунсвик (Брауншвейг)            | 1031                  | 1430                            |                                 | 1430                                | XIII в.                    | XVII в.                                                |
|             | Бремен                           | 787                   |                                 |                                 | 1646                                | 1260                       |                                                        |
|             | Магдебург                        | 805                   |                                 |                                 | 1188                                | 1295                       | 1666                                                   |
|             | Гослар                           | 922                   |                                 |                                 | 1290                                | 1267                       | 1566                                                   |
|             | Эрфурт                           |                       |                                 |                                 |                                     | [ С. 4 ] [ С. 5 ] [ С. 6 ] |                                                        |
|             | Штаде                            | 994                   | 1209                            |                                 |                                     |                            |                                                        |
|             | Берлин (также см. Кёлльн)        | 1244                  |                                 |                                 | ок. 1244                            | середина XIV в.            | 1451                                                   |
|             | Франкфурт-на-Одере               |                       |                                 |                                 |                                     | 1430                       | 1442                                                   |
|             | Хафельберг                       | 948                   |                                 |                                 | 1310                                | 1359                       | 1488                                                   |
|             | Тангермюнде                      | 1109, 1275            |                                 |                                 |                                     | 1368 (1373)                |                                                        |
|             | Штендаль                         | 1022                  |                                 |                                 | 1160 (1215)                         | 1359                       | 1518                                                   |
|             | Гарделеген                       | нач. XIII в.          |                                 |                                 | 1316                                | 1358                       | 1488                                                   |
|             | Кёльн                            |                       |                                 |                                 |                                     |                            | 1669                                                   |
|             | Дортмунд                         |                       |                                 |                                 |                                     |                            | [ С. 4 ] [ С. 5 ] [ С. 7 ] [ С. 6 ] [ С. 11 ] [ С. 8 ] |
|             | Мюнстер                          |                       |                                 |                                 |                                     |                            | [ С. 4 ] [ С. 7 ] [ С. 6 ] [ С. 11 ] [ С. 8 ]          |
|             | Оснабрюк                         |                       |                                 |                                 |                                     | XII в.                     |                                                        |
|             | Зост                             |                       |                                 |                                 |                                     |                            | 1609                                                   |

### Латвия
| Иллюстрация | Прежнее (современное) имя города | Дата основания города | Дата получения Любекского права | Дата получения Кульмского права | Дата получения Магдебургского права | Дата вступления в союз | Дата выхода из союза |
| ----------- | -------------------------------- | --------------------- | ------------------------------- | ------------------------------- | ----------------------------------- | ---------------------- | -------------------- |
|             | Рига                             | 1201, 1226            | 1282                            |                                 |                                     |                        |                      |

### Польша
| Иллюстрация | Прежнее (современное) имя города | Дата основания города | Дата получения Любекского права | Дата получения Кульмского права | Дата получения Магдебургского права | Дата вступления в союз | Дата выхода из союза |
| ----------- | -------------------------------- | --------------------- | ------------------------------- | ------------------------------- | ----------------------------------- | ---------------------- | -------------------- |
|             | Штеттин (Щецин)                  | 1243(?)               | 1237(?)                         |                                 | 1243                                | 1278                   |                      |
|             | Кольберг (Колобжег)              | 1255                  | 1255                            |                                 |                                     | 1284                   |                      |
|             | Рюгенвальде (Дарлово)            | XIII в.               | 1271 и 1312                     |                                 |                                     | 1350 и 1412            |                      |
|             | Штольп (Слупск)                  | 1265                  | 1265 и 1310                     |                                 |                                     | 1368                   | кон. XVI в.          |
|             | Каммин (Камень-Поморски)         | 1176                  | 1274                            |                                 |                                     |                        |                      |
|             | Julin (Волин)                    | конец IX в.           | 1277                            |                                 |                                     | 1365                   |                      |
|             | Старгард-Щециньски               | 1140                  | 1292                            |                                 | 1243                                | 1363                   |                      |
|             | Данциг (Гданьск)                 | 997                   | 1263                            | 1343,1377, 1380                 | 1295—1343                           | 1361                   | 1669                 |
|             | Эльбинг (Эльблонг)               | 1237                  | 1246                            |                                 |                                     |                        |                      |
|             | Кульм (Хелмно)                   | 1065                  |                                 | 1233                            |                                     | 1298 (1300)            | 1443                 |
|             | Торн (Торунь)                    | 1233                  |                                 | 1233                            |                                     | XIV в.                 |                      |
|             | Краков                           |                       |                                 |                                 |                                     | 1370                   | 1500                 |
|             | Бреслау (Вроцлав)                |                       |                                 |                                 |                                     | 1387                   | 1474                 |

### Россия
| Иллюстрация | Прежнее (современное) имя города | Дата основания города | Дата получения Любекского права | Дата получения Кульмского права | Дата получения Магдебургского права | Дата вступления в союз | Дата выхода из союза |
| ----------- | -------------------------------- | --------------------- | ------------------------------- | ------------------------------- | ----------------------------------- | ---------------------- | -------------------- |
|             | Смоленск                         | 863                   |                                 |                                 | 1611                                | 1229                   |                      |
|             | Кёнигсберг (Калининград)         | 1255                  |                                 | 1286, 1299, 1327                |                                     | 1339                   | 1579                 |
|             |                                  |                       |                                 |                                 |                                     |                        |                      |

### Нидерланды
| Иллюстрация | Прежнее (современное) имя города | Дата основания города | Дата получения Любекского права | Дата получения Кульмского права | Дата получения Магдебургского права | Дата вступления в союз | Дата выхода из союза                 |
| ----------- | -------------------------------- | --------------------- | ------------------------------- | ------------------------------- | ----------------------------------- | ---------------------- | ------------------------------------ |
|             | Девентер                         |                       |                                 |                                 |                                     | 1000                   | 1500                                 |
|             | Кампен                           | 1150                  | 1236                            |                                 |                                     | нач. XIV в. и в 1441   | 1361-1370                            |
|             | Гронинген                        |                       |                                 |                                 |                                     |                        | [ С. 4 ] [ С. 5 ] [ С. 6 ] [ С. 12 ] |

### Швеция
| Иллюстрация | Прежнее (современное) имя города | Дата основания города | Дата получения Любекского права | Дата получения Кульмского права | Дата получения Магдебургского права | Дата вступления в союз | Дата выхода из союза |
| ----------- | -------------------------------- | --------------------- | ------------------------------- | ------------------------------- | ----------------------------------- | ---------------------- | -------------------- |
|             | Висбю                            |                       |                                 |                                 |                                     |                        | 1470                 |
|             | Стокгольм                        |                       |                                 |                                 |                                     |                        | [ С. 5 ] [ С. 6 ]    |

### Эстония
| Иллюстрация | Прежнее (современное) имя города | Дата основания города | Дата получения Любекского права | Дата получения Кульмского права | Дата получения Магдебургского права | Дата вступления в союз | Дата выхода из союза |
| ----------- | -------------------------------- | --------------------- | ------------------------------- | ------------------------------- | ----------------------------------- | ---------------------- | -------------------- |
|             | Ревель (Таллин)                  |                       |                                 |                                 |                                     | 1285                   |                      |
|             | Дерпт (Тарту)                    |                       |                                 |                                 |                                     | 1280-е                 |                      |
|             | Пернау (Пярну)                   |                       |                                 |                                 |                                     |                        |                      |

### Города-партнёры
Партнёрами ганзы назывались города, в которых работали ганзейские дворы, основные (*) или второстепенные (**) конторы. Список:

#### Россия
| Иллюстрация | Прежнее (современное) имя города | Дата основания города | Дата открытия двора или конторы | Дата прекращения сотрудничества |
| ----------- | -------------------------------- | --------------------- | ------------------------------- | ------------------------------- |
|             | Новгород (*)                     | 859                   | XIV в.                          | 1492                            |
|             | Псков (**)                       | 903                   | XIV в.                          | конец XV в.                     |

#### Германия
| Иллюстрация | Прежнее (современное) имя города | Дата основания города | Дата получения Любекского права | Дата получения Кульмского права | Дата получения Магдебургского права | Дата вступления в союз | Дата выхода из союза |
| ----------- | -------------------------------- | --------------------- | ------------------------------- | ------------------------------- | ----------------------------------- | ---------------------- | -------------------- |
|             | Пренцлау (**)                    | XII в.                | 1234                            |                                 |                                     | XIII в.                |                      |

#### Литва
| Иллюстрация | Прежнее (современное) имя города | Дата основания города | Дата получения Любекского права | Дата получения Кульмского права | Дата получения Магдебургского права | Дата вступления в союз | Дата выхода из союза |
| ----------- | -------------------------------- | --------------------- | ------------------------------- | ------------------------------- | ----------------------------------- | ---------------------- | -------------------- |
|             | Ковно (Каунас) (**)              | 1361                  |                                 |                                 | 1408                                | Середина XV в.         |                      |